# Нещастна фамилия
„Нещастна фамилия“ (с подзаглавие „Българска народна повест“) е първата оригинална българска повест, написана от писателя, духовник и политик Васил Друмев.
Повестта излиза в печат през 1860 г. Сюжетът се движи около 3 братя и техните деца в годините на Османското владичество. Повестта е разделена на 10 глави. Често е критикувана за прекалено сантименталния ѝ тон и слабата мотивация и психология на героите. Полага основите за по-късни български белетристични произведения.

## Създаване
Предполага се, че Друмев замисля повестта в края на 1857 г. или началото на 1858 г. и оформена вероятно по време на учението му в Одеса Влияние върху Друмев оказват разказите на неговия преподавател Сава Доброплодни от западната литература и българската история. Друмев напомня, че западната литература създава томове с измислени повести, докато бъгарският народ може да създаде безчислени повести, писващи истински събития, нападения на еничари, кърджалии, делибашии и др. Поради големите сходства някои смятат, че за пример е използвал „Черноносящая госпожа“ на немския автор Христофор Шмит. В някои от героите на повестта (Иван, Влади, Соян, Велико) се откриват и връзки с българските юнашки епоси.
Изпраща текста за набиране на свой приятел Йосиф Дайнелов в изданието на Български книжици в Истамбул. Преди печатане моли Дайнелов, да скрие името му и подписа Възпитаника О.Д.Семинарии и да я подпише само В.Д. Текстът е отпечатан през 1860 г. в кн. №. 18, 19 и 21 от списанието.

### Редакция
Друмев издава „Нещастна фамилия“ като самостоятелна книга през 1873 г. Избира да не прави никакви поправки на текста, като го публикува както е излязла из перото. Въпреки това извършва малки редакции когато говори за българските съпротива и героизъм, опростява езика и отстранява книжовни думи, които героите не биха използвали. В последна глава, която в Български книжици завършва с влизането на Владко в горящата колиба, Друмев добавя изречение, с което потвърждавам, че не знае, дали героят му е загинал там или не. Някои критици смятат, че го добавя от религиозни съображения, други смятат, че вече съзрелият Друмев открил несъответствие между истинските български въстаници и неубедителната смърт на героя, оставя читателя сам да избере съдбата му.
Изследователят Г. Ст. Пашев допуска, че заради голямото сходство между промените направени в седма глава (Веселба) с издателските бележки, редакциите направени във второто издание са всъщност направени не от Друмев а от издателя Д.Великов. Това твърдение е оспорвано.

## Сюжет
Внимание:  Текстът по-долу разкрива сюжета на произведението (или части от него)!
Вълко, заможен преславчанин се връща в село. Опитал е да намери откуп за отвлечените си синове Велико и Стоян. Когато влиза в дома си намира двама разбойници да пекат двегодишната му дъщеря Недка на шиш. Побеснелият Вълко ги прогонва, убива единия и напуска дома си.
В гората, Петър и синът му Владко живеят в усамотение. Синът обикаля с дружина юнаци и помага на хора в беда. Последният им излет завършил с неволно убийство на отвлечен младеж. Владко усеща вина за смъртта му. Иска да разбере от баща си защо не живеят при другите хора. Баща му разказва как брат му Иван залюбил една жена, залюбена и от Джамал бей, началник на еничарите. Заради това семейният им дом бил изгорен, изчезват жена му-майка на Владко, и малката им дъщеря, Петя; другият му брат, Вълко, – сигурно убит. Те двамата били спасени от Иван, който ги довел тук, на Самодивско жилище, място където хората, от суеверие, не смеят да влязат. Един ден Иван се върнал окървавен; носел изгубената Владкова майка, която е погребана на тая земя.
На вратата се чука, Те се предрешават като таласъми. Влиза Вълко, който иска да бъде убит от горските духове. Петър познава у Вълко изгубения си брат. Когато разбира за бедата, Владко решава да сбере юнаците и да спаси братовчедите си.
Юнаците се събират. Решава се да не леят кръв а да победят с разум. Владко им заръчва да се покачат на дърветата и да чакат знак. Вечерта под тях се настаняват разбойниците със заловените братя. Стоян сънувал, че ще бъде спасен от Вълко, самодивския син, но на връщане гарги ще им изкълват главите. Емин (бивш християнин) и Осман спорят дали е правилно да убият двамата юнаци. Владко се явява невъоръжен. Самодоволните разбойници са нападнати от насядалите по клоните юнаци. Братята са освободени без бой.
В долната махала на Шумен, Джамал бей недоволства. Синът му, Али, е побягнал с майка си и любовницата си християнка, Петя. Смята, че това е дело или на слугата Коста (наричан Дрипльо) или Емин, който се е върнал да разкаже за проваленото отвличане. Джамал бей още храни ненавист към фамилията на някогашния си съперник Иван и от далеч им отмъщава. Беят също планира да убие своите съперници Караман бей и Аклъ бей (началник на кърджалиите) с хитър план.
В гората Аклъ бей побива на кол свои войници за неподчинение. Пристига пратеник на Караман бей, който го прдупреждава да не ходи в Шумен, защото Джамал бей се готви да го убие. Предлага съюз. Ако Аклъ бей нападне Преслав, където са синовете на Джамал бей, беят ще отвори вратите на Шумен. Двамата с Карамен бей ще си поделят плячката.
Стоят и Велко се губят по време на лов. Влади и Вълко тръгват да ги търсят. Двамата юнаци бранят две жени от турци. При вида на Владко, разбойниците побягват. В боя е убит любовникът на по-младата и син на по-старата. Мъжете канят двете жени на пиршеството у дома. Там по-старата разказва как живяла в Струмица. Там убили родителите ѝ и я разделили със сестра ѝ Рада. Майката на Стоян и Велко познава сестра си Стоянка. Петър познава дъщеря си Петя. Целият Преслав се весели с тях.
Турци нападат Преслав. Велко, Влади и Стоян водят защитата. Запалват къщата им. Пленяват Стоян, Велко и родителите им. Жените и децата продължават боя. Петя е убита. Вълко и семейството му са отведени в гората. Джамал бей идва с главата на Аклъ бей. Синовете са подпалени а родителите побити на кол. Емин, разкаян за греховете си, се хвърля в огъня.
След два дена, Влади се връща одран и обгорен в Самодивско жилище. Намира гроба на майка си и оплаква мъките си. Останал последен от фамилията си, запалва къщата и влиза в нея. Авторът не знае дали е оцелял или не.

## Герои
Макар повестта да има героични фигури, нито една не може да бъде главен герой. Представени са в крайности – или решителни, смели и добри (българите) или покварени и неописуемо зли (турците). Българите задължително са описани като чувствителни и състрадателни, често плачат; турците винаги за жестоки и изобретателни в жестокостите си. Героите са представени повърхностно без психологизъм. Някои техни решения са лишени от мотивировка. Сантименталата насока на текста идеализира героите и ограничава психологическото им развитие. Често са характеризирани не с действията си, но в диалог другаде в текста или в авторската реч.
- Вълко – заможен преславчанин. След семейната трагедия опитва да се убие при самодивите, но там намира помощ от изгубения си брат и сина му Влади.
- Стоян – един от отвлечените синове на Вълко. Сънува пророчески сънища за избавлението и смъртта си.
- Петър – баща на Влади. Живее със сина си в изолация за да избегнат яростта на еничарския началник Джамал бей.
- Влади – Син на Петър, отгледан в Самодивското жилище. Характерът му се изменя рязко, когато научава за отвлечените си братовчеди. Дотогава сантиментален, въздиша и плаче, с разкритието Влади става светкавичен и хладнокръвен. Останал сам в края на романа, Влади влиза в горящото жилище за да се самоубие.
- Петя – изгубената дъщеря на Петър. Залюбва синът на Джамал бей. По време на бягството им от еничарина, годеникът и е убит, а тя се среща със семейството си. При нападението над Преслав тя повежда гражданите за да го защитят.
- Стоянка – Сестра на Рада, отвлечена от турците и оженена насила на Джамал бей. Бяга със сина си Али и годеницата му Петя, когато отново се събира с изгубената си сестра.
- Джамал бей – началник на еничарите, помни вражда с нещастната фамилия. Амбициозен, убива двама други бейове напада Преслав.
- Емин – бивш християнин, чувства съжаление за жестокостите, които е принуден да върши, самоубива се от угризения. Целенасочено направен по-милостив от другите. Някои отбелязват, че все пак той е по-убедителен като насилник.[14]

|  |  |  |  |  |  |      |      |      |      |      |      |       |       |       |       |       |       |       |       |       |       |      |      |      |      |  |  |        |        |        |        |        |        |  |  |       |       |       |       |       |       |  |  |         |         |         |         |         |         |     |     |            |            |            |            |            |            |  |  |  |  |
|  |  |  |  |  |  |      |      |      |      |      |      |       |       |       |       |       |       |       |       |       |       |      |      |      |      |  |  |        |        |        |        |        |        |  |  |       |       |       |       |       |       |  |  |         |         |         |         |         |         |     |     |            |            |            |            |            |            |  |  |  |  |
|  |  |  |  |  |  | Иван | Иван | Иван | Иван | Иван | Иван |       |       |       |       | Петър | Петър | Петър | Петър | Петър | Петър |      |      |      |      |  |  | Вълко  | Вълко  | Вълко  | Вълко  | Вълко  | Вълко  |  |  | Рада  | Рада  | Рада  | Рада  | Рада  | Рада  |  |  | Стоянка | Стоянка | Стоянка | Стоянка | Стоянка | Стоянка |     |     | Джамал бей | Джамал бей | Джамал бей | Джамал бей | Джамал бей | Джамал бей |  |  |  |  |
|  |  |  |  |  |  | Иван | Иван | Иван | Иван | Иван | Иван |       |       |       |       | Петър | Петър | Петър | Петър | Петър | Петър |      |      |      |      |  |  | Вълко  | Вълко  | Вълко  | Вълко  | Вълко  | Вълко  |  |  | Рада  | Рада  | Рада  | Рада  | Рада  | Рада  |  |  | Стоянка | Стоянка | Стоянка | Стоянка | Стоянка | Стоянка |     |     | Джамал бей | Джамал бей | Джамал бей | Джамал бей | Джамал бей | Джамал бей |  |  |  |  |
|  |  |  |  |  |  |      |      |      |      |      |      |       |       |       |       |       |       |       |       |       |       |      |      |      |      |  |  |        |        |        |        |        |        |  |  |       |       |       |       |       |       |  |  |         |         |         |         |         |         |     |     |            |            |            |            |            |            |  |  |  |  |
|  |  |  |  |  |  |      |      |      |      |      |      |       |       |       |       |       |       |       |       |       |       |      |      |      |      |  |  |        |        |        |        |        |        |  |  |       |       |       |       |       |       |  |  |         |         |         |         |         |         |     |     |            |            |            |            |            |            |  |  |  |  |
|  |  |  |  |  |  |      |      |      |      |      |      | Влади | Влади | Влади | Влади | Влади | Влади |       |       | Петя  | Петя  | Петя | Петя | Петя | Петя |  |  | Велико | Велико | Велико | Велико | Велико | Велико |  |  | Стоян | Стоян | Стоян | Стоян | Стоян | Стоян |  |  |         |         |         |         |         |         | Али | Али | Али        | Али        | Али        | Али        |            |            |  |  |  |  |

Някои герои Друмев въвежда само за една глава, като помощно средство за задвижване на повестта – Омар, Дриплю, Аклъ бей.
Въпреки това, героите на Нещстна фамилия надскачат лирическият герои на фолклорните песни и вече установените от Чинтулов и Георги Раковски поетични герои. Някои критици откриват у образите на Емин, Велико, Стоян някакви елементи на индивидуализация. 

## Композиция
Повестта е разделена на 9 глави – Нещастие, Самодивско жилище, Заговор, Освобождение, Джамал бей, Кърджалии, Веселба, Ужаси и Полседният. Някои критици порицават повестта за нейната слаба и нехармонична композиция – в частност прекалената епизодичност на главите, липсата на плавен, последователен преход между събитията в тях, цели сюжетни линии (амбициите на еничарина Джамал бей и интригите с другите бейове), които нямат никаква връзка с действието. Някои твърдят, че вместо един цял текст, Друмев, поради неумение, случайно е свързал заедно девет несвързани текста.  Действието се развива извънредно забързано – само в няколко дена. За да компенсира за скоростта на разказа, Друмев въвежда ретроспекции, които да забавят хода на целия разказ.
Забелязва се силна драматургичност в повестта. Действието се води чрез диалог – разкази и съобщения. Макар да няма единство на време и действие, Друмев съзнателно поставя действието в Преслав, Шумен и околията им.
Текстът е използван от Илия Блъсков за вдъхновение на неговата повест Изгубена Станка.

## Език
За допълнителна изразителност Друмев дава определения за говорът на своите герои (шепне, вика). В говора им се долавя неестествен патос, прекалена употреба на реторически въпроси и възклицания. Почти целия диалог е изграден в разговори – само на три места (веднъж Джамал бей и два пъти Влади) авторът дава на героите да говорят в монолози. 
Във второто издание на повестта Друмев редактира значително диалозите между героите. Прави речта им по-близка до говоримия език, въвежда русизми. Запазва диалектните особености на шуменския говор. Някои смятат, че за пример е използвал архаичния стил на Георги Раковски.

## Теми

### Християнство и морал
Някои критици отбелязват силното влияние на хриатиянството върху текста.  Самият Васил Друмев е възпитаник на Одеската духовна семинария. Героите в моменти на слабост и нужда се обръщат към православната християнска вяра. Вярата спира отвлечената Рада от самоубийство. Заради някогашната си вяра, Емин отказва да убие отвлечените братя, вярата му го подтиква към самоубийство. Религиозната смиреност на Влади го води да иска от другарите си юнаци да не проливат кръв. Смятат всичките си нещастия за справедливо божие наказание. Героите решително отказват да се отрекат от своята вяра дори и пред смъртта си. За да не накърни положителните качества на своите герои, Друмев скрива и съдбата на Влади в последното изречение.

### Суеверие и свръхестествено
Петър и Владко живеят в Самодивско жилище, като хорското суеверие ги пази от погледа на Джамал бей, макар Петър да успокоява сина си, че самодиви не съществуват. Сънищата на Стоян се сбъдват – освобождението и избиването, лошото му предчувствие.

## Критика
Отбелязва се неопитността на автора и ограничените му литературни познания. По-късно Друмев нарича Нещастна фамилия недоносче и незряло нещо, признавайки своята собствена художествена незрялост. Отбелязва се, че Друмев избира да използва западноевропейски сантиментални романтични сензационни романи за основа на своята повест, като изгражда личната драма на своите герои като отражение на общонационалната драма.  Редовна критика срещу Друмев е липсата на психологизъм, вътрешна съгласуваност у героите.

### Първа повест
Боян Пенев въвежда в литературната наука твърдението, че „Нещастна фамилия“ на Друмев е първата повест в новата българска литература. Въпреки това, известно е, че в 1859 г. Любен Каравелов публикува своята повест Атаман болгарских разбойников във в.Наше время, а В.Попов издава Отрывок из рассказов моей матери в руското издание Русская беседа.  Аргумент срещу първенството на Каравелов и Попов е това, че публикуват в чужбина, текстовете им не достигат до българските читатели със скоростта, с която се обнародва текстът на Друмев, също текстовете им не оказват толкова голямо влияние върху по-късната българска белетристика.